# Katherine LaNasa
Katherine LaNasa (* 1. prosince 1966, New Orleans, Louisiana, Spojené státy americké) je americká herečka a bývalá tanečnice a choreografka.  Zahrála si ve filmech jako Na sv. Valentýna (2010), Volte mě! (2012) a Zmrzlá zem (2012). Ne televizních obrazovkách se objevila v hlavní roli sitcomu stanice NBC Three Sisters (2001–2002) a ve vedlejších rolích v seriálech Soudkyně Amy, Dva a půl chlapa, Velká láska a Drsný šerif. Od roku 2020 hraje jednu z hlavních rolí v seriálu Katy Keene .

## Životopis
LaNasa se narodila v New Orleans v Louisianě. Je dcerou Anny (rozené Hardin) a Dr. James J. LaNasa Jr., chirurga. 
Začala tančit ve 12 letech a ve 14 letech byla přijata na Školu umění ve Winston-Salem v Severní Karolíně.

## Kariéra
LaNasa asistovala Johnu Carrafovi s choreografií pro film Střechy v roce 1989. 
Na filmových plátnech se poprvé objevila v malé roli ve filmu Hra s ohněm v roce 1990. Zahrála si v řadě seriálů, včetně Seinfeld, Takoví normální mimozemšťané, Dotek anděla a The Practice. V roce 2001 získala hlavní roli Bess Bernstein-Flynn Keats v komediálním seriálu stanice NBC Three Sisters (2001–2002). Seriál byl však zrušen po odvysílání dvou řad. Později si zahrála vedlejší role v seriálu Soudkyně Amy, The Guardian nebo Policie New York. Hlavní roli si také zahrála v seriálu stanice CBS Love Monkey (2006) a v komedii stanice HBO 12 Miles of Bad Road. Během let 2009 až 2011 hrála v seriálu Velká láska.
V roce 2011 si zahrála po boku Willa Ferrela a Zacha Galifianakise v politickém filmu Volte mě! a thrillerovém filmu Zmrzlá zem. V roce 2010 si zahrála ve hvězdně obsazeném filmu Na Sv. Valentýna .
V roce 2012 hrála roli Sophia Bowers v seriálu stanice NBC Mistr iluze. Seriál byl zrušen po odvysílání první řady. Během let 2012 až 2013 hrála vedlejší roli Lizzie Ambrose v seriálu stanice A&E Drsný šerif. V listopadu 2013 byla obsazena do role Adrianny v dramatickém seriálu Satisfaction. Seriál byl po dvou řadách v roce 2015 zrušen. V říjnu 2014 byla obsazena do dramatického filmu Love is All You Need?.
V roce 2016 získala vedlejší roli v dramatickém seriálu Devious Maids . Během let 2017–2018 hrála v seriálu Imposters . V roce 2018 se připojila k obsazení mýdlové opery Dynastie. V roce 2019 se objevila v seriálu Truth Be Told, po boku Octavie Spencer. Ve stejném roce byla také obsazena do hlavní role seriálu stanice The CW Katy Keene.

## Osobní život
Ve 22 letech se v červnu roku 1989 provdala za 53letého herc Dennise Hoppera. Dvojice se rozvedla v dubnu 1992. V roce 1990 se jim narodil syn Henry Lee Hopper.
Dne 19. května 1998 se provdala za komika Frenche Stewarta . Prá se seznámil na natáčení seriálu Takoví normální mimozemšťané.  V roce 2009 se rozvedli.
V červenci 2012 se LaNasa zasnoubila s hercem Grantem Showem. Svatba proběhla o několik týdnů později. Dne 21. března 2014 porodila dceru Eloise McCue.

## Filmografie

### Film
| Rok  | Název                        | Role            | Poznámky                 |
| ---- | ---------------------------- | --------------- | ------------------------ |
| 1990 | Hra s ohněm                  | servírka        |                          |
| 1992 | Půjčovna mozků               | tanečnice       |                          |
| 1994 | Ohnivý blesk                 | Monica Ambrose  |                          |
| 1994 | Smrt na počkání              | Carol Donner    |                          |
| 1994 | Honey, I Shrunk the Audience | reportérka      | krátkometrážní film      |
| 1996 | Always Say Goodbye           | Blondýnka       |                          |
| 1996 | The Destiny of Marty Fine    | Amy             |                          |
| 1996 | Zmizení Kevina Johnsona      | Cathy           |                          |
| 1996 | Kiss & Tell                  | Gruzie Montauk  |                          |
| 1996 | Schizopolis                  | Diane           |                          |
| 1997 | Vezměte číslo                | Victoria        |                          |
| 2004 | Zlatíčko                     | Uta             |                          |
| 2008 | Šťastlivci                   | Janet           |                          |
| 2010 | Na sv. Valentýna             | Pamela Copeland |                          |
| 2012 | Co čas nezahojjil            | Donno           |                          |
| 2012 | Volte mě!                    | Rose Brady      |                          |
| 2013 | Buttwhistle                  | Paní Conferová  |                          |
| 2013 | Zmrzlá zem                   | Fran Hansen     |                          |
| 2015 | The Squeeze                  | Jessie          |                          |
| 2016 | Love Is All You Need?        | Vicki Curtis    | také výkonná producentka |

### Televize
| Rok       | Název                                 | Role                       | Notes                                                             |
| --------- | ------------------------------------- | -------------------------- | ----------------------------------------------------------------- |
| 1992      | Podstata spravedlnosti                | Hannah                     | Televizní film                                                    |
| 1994      | Under Suspicion                       |                            | díl: „Arson/Murder Story“                                         |
| 1994      | Jack Reed 3: Na dosah spravedlnosti   | Tiffany                    | Televizní film                                                    |
| 1995      | Show Jerryho Seinfelda                | Cathy                      | díl: „The Beard“                                                  |
| 1995      | Marshal                               | Penny                      | díl: „Buy Hard“                                                   |
| 1995      | Nothing But the Truth                 | Susie Marsh                | Televizní film                                                    |
| 1996      | The Crew                              | Ariel                      | díl: „My Mother, My Sister“                                       |
| 1996      | Takoví normální mimozemšťané          | Kate                       | díl: „Green-Eyed Dick“                                            |
| 1996      | Shattered Mind                        |                            | Televizní film                                                    |
| 1996      | Twilight Man                          | Kathy Robbins              | Televizní film                                                    |
| 1996      | Policie z New Orleans                 | Zelda Riley                | díl: „Murder in Mind“                                             |
| 1996      | Ochránce                              | Monique Brackley           | díl: „Deep Water“                                                 |
| 1996      | Cesta do neznáma                      | Dr. Olivia Lujan           | díl: „The Dream Masters“                                          |
| 1996      | Dotek anděla                          | Fran                       | díl: „The Homecoming: Part 1“                                     |
| 1996–1997 | Skoro dokonalá                        | Allison                    | díly: „Shelf Doubt“, „K.I.S.S.“ a „The Laws“                      |
| 1997      | Advokáti                              | Sheila                     | díl: „Trial and Error“                                            |
| 1999      | Pensacola – Zlatá křídla              | Joy Daly                   | díl: „Lost“                                                       |
| 2000      | Vražda na filmovém festivalu v Cannes | Kaki Lamb                  | Televizní film                                                    |
| 2001–2002 | Three Sisters                         | Bess Bernstein-Flynn Keats | hlavní role, 33 díly                                              |
| 2002      | Pohotovost                            | Janet Wilco                | díl: „Zachovej se jako chlap“                                     |
| 2002      | Policie New York                      | Michelle Colohan           | díly: „One in the Nuts“, „Meat Me in the Park“ a „Death by Cycle“ |
| 2002–2003 | Ten, kdo tě chrání                    | Kim McPherson              | vedlejší role, 4 díly                                             |
| 2003      | Greetings from Tucson                 | Lucy                       | díl: „A Brand New Car“                                            |
| 2003      | Kriminálka Las Vegas                  | Ginger                     | díl: „Numismatik“                                                 |
| 2003      | Strážkyně žákona                      |                            | díly: „Hearts & Minds“ a „Acts of Betrayal“                       |
| 2003      | Miss Match                            | Amy Jensen                 | vedlejší role, 4 díly                                             |
| 2003–2005 | Soudkyně Amy                          | Atty. Yvonne Dunbar        | vedlejší role, 9 dílů                                             |
| 2004      | The Deerings                          | Tricia                     | neprodaný televizní pilotní díl                                   |
| 2005      | Kriminálka Miami                      | Carla Marshall             | díl: „Bonnie a Clyde“                                             |
| 2005      | Chirurgové                            | Vera Kalpana               | díl: „Zapírej, zapírej, zapírej“                                  |
| 2006–2011 | Dva a půl chlapa                      | Lydia                      | vedlejší role, 4 díly                                             |
| 2006      | Love Monkey – Hoch se zlatým uchem    | Karen Freed                | hlavní role, 8 dílů                                               |
| 2006      | Pepper Dennis                         | Nadia Vadinava             | díl: „True Love Is Dead: Film at Eleven“                          |
| 2006–2007 | Spravedlnost                          | Suzanne Fulcrum            | vedlejší role, 6 dílů                                             |
| 2006–2008 | 12 Miles of Bad Road                  | Juliet Shakespeare         | hlavní role, 6 dílů                                               |
| 2007      | Kauzy z Bostonu                       | Pat Ontario                | díl: „Kouzelný čas“                                               |
| 2008      | Posel ztracených duší                 | Betty                      | díl: „Save Our Souls“                                             |
| 2009      | Odložené případy                      | Leigh Feldman / Foster     | díl: „Program ochrany svědků“                                     |
| 2009      | Status: Nežádoucí                     | Shannon Park               | díl: „Zašifrované zprávy“                                         |
| 2009      | Dr. House                             | Melissa                    | díl: „Wilson“                                                     |
| 2009–2011 | Velká láska                           | Beverly Ford               | vedlejší role, 5 dílů                                             |
| 2010      | Strážce pořádku                       | Caryn Carnes               | díl: „The Collection“                                             |
| 2010      | Make It or Break It                   | Leslie                     | díl: „If Only...“                                                 |
| 2010      | Anatomie lži                          | Laura Cross                | díl: „Plural majesticus“                                          |
| 2010–2011 | Obhájci                               | Linda Cole                 | díly: „Nevada v. Dennis“ a „Nevada v. Donnie the Numbers Guy“     |
| 2011      | Normal                                | Susan                      | neprodaný televizní pilotní díl                                   |
| 2012–2013 | Drsný šerif                           | Lizzie Ambrose             | vedlejší role, 6 dílů                                             |
| 2013      | Mistr iluze                           | Sophia Bowers              | hlavní role, 11 dílů                                              |
| 2014–2015 | Satisfaction                          | Adriana                    | hlavní role, 20 dílů                                              |
| 2016      | Devious Maids                         | Shannon Greene             | vedlejší role (4. řada), 4 díly                                   |
| 2017      | Imposters                             | Sally                      | hlavní role, 14 dílů                                              |
| 2018      | Dynastie                              | Ada Stone                  | vedlejší role, 6 dílů                                             |
| 2019      | Future Man                            | Athena / Dr. Hogeveen      | vedlejší role, 5 dílů                                             |
| 2019      | Truth Be Told                         | Noa Havilland              | vedlejší role, 8 dílů                                             |
| 2020      | Katy Keene                            | Gloria Grandbilt           | hlavní role                                                       |